# Anpassad utbildning för vuxna
Anpassad utbildning för vuxna är en del av den kommunala vuxenutbildningen och erbjuder utbildning för vuxna med intellektuell funktionsnedsättning. Utbildningen, som i många kommuner benämns som Lärvux, är indelad i en grundläggande nivå och i en gymnasienivå. Fram till 2020 tillhörde utbildningen den svenska särskolan, men fördes in i vuxenutbildningen den 1 juli 2020. Från 2023 fick den namnet anpassad utbildning för vuxna från att som tidigare ha hetat Särvux.  

## Vad är anpassad utbildning för vuxna?
Utbildningen finns till för personer som är 20 år eller äldre och som har en utvecklingsstörning eller har fått en betydande och bestående begåvningsmässig funktionsnedsättning. 
Utbildningen erbjuder undervisning på tre nivåer: grundnivå, träningsskolenivå och gymnasienivå.
Grundsärskolenivå erbjuder elva olika kursplaner vilka, förutom svenska och matematik, framför allt är estetiska ämnen.
Träningsskolenivå erbjuder endast två kursplaner: kommunikation och verklighetsuppfattning och omvärldskunskap.
Gymnasiesärskolenivå erbjuder 180 olika kursplaner, de flesta är yrkesförberedande.

## Hur fungerar utbildningen?
Det är kommunerna i Sverige som har skyldighet att anordna utbildningen. De har även en skyldighet att informera de personer med utvecklingsstörning som bor i kommunen att sådan utbildning finns. 
Kommunen har även en skyldighet att erbjuda gymnasial utbildning efter behov och efterfrågan. De ska informera om möjligheterna till detta och verka för att vuxna utvecklingsstörda deltar i sådan utbildning. 
Trots detta finns inte utbildningen i alla kommuner och ofta finns det fler sökande än platser.
Personer med utvecklingsstörning har även rätt att läsa vid Komvux, där de ska prioriteras och ges särskilt stöd. Dock är det vanligare att de går i anpassad utbildning för vuxna där deras behov kan tillgodoses på ett annat sätt.